# Victoria Draves
Victoria „Vicki“ Draves (gebürtig: Victoria Manalo; * 31. Dezember 1924 in San Francisco, Kalifornien; † 11. April 2010 in Palm Springs, Kalifornien) war eine US-amerikanische Wasserspringerin. Als erste Wasserspringerin konnte sie 1948 bei denselben Olympischen Spielen sowohl das Kunstspringen als auch das Turmspringen gewinnen.

## Karriere
Vicki Draves wurde als eine von zwei Zwillingstöchtern eines Philippinos und einer Engländerin geboren. Mit sechzehn Jahren begann sie mit dem Wasserspringen, wobei das Haupthindernis die Rassenvorschriften in San Francisco waren: Philippinos durften nicht in den Schwimmvereinen trainieren. So begann sie ihre Karriere unter dem Namen Victoria Taylor, dem Geburtsnamen ihrer Mutter. Sie wechselte zweimal den Schwimmverein und gelangte schließlich zu Trainer Lyle Draves in Oakland. Bei den US-Hallenmeisterschaften 1945 belegten drei Schülerinnen von Lyle Draves die ersten drei Plätze mit Vicki Manalo auf dem zweiten Platz hinter Zoe-Ann Olsen. Lyle Draves wechselte 1945 nach Los Angeles, Vicki Manalo folgte ihm und belegte bei den US-Meisterschaften 1945 einen zweiten und einen dritten Platz. Nach dem Ende des Krieges heiratete sie ihren Trainer und wechselte endgültig zum Los Angeles Athletic Club.
Vicki Draves gewann die US-Meistertitel 1946 bis 1948 vom Turm und siegte 1948 auch vom Drei-Meter-Brett. Obwohl sie bei den Ausscheidungswettkämpfen für die amerikanische Olympiaauswahl weder vom Brett noch vom Turm siegte, konnte sie sich in beiden Disziplinen für die Olympischen Spiele 1948 in London qualifizieren. Im Kunstspringen kam es am 3. August 1948 zu einer sehr knappen Entscheidung zwischen Zoe-Ann Olsen und Vicki Draves, Draves siegte schließlich mit einem halben Punkt Vorsprung, sieben Punkte hinter Olsen rangierte die dritte Amerikanerin Patricia Elsener. Drei Tage später gewann Draves mit einem halben Punkt Vorsprung auf Elsener auch das Turmspringen. Damit war Draves die erste Wasserspringerin die bei denselben Olympischen Spielen beide Wettbewerbe gewinnen konnte.
Nach den Olympischen Spielen begann Draves eine Profikarriere, unter anderem trat sie in den Shows von Buster Crabbe auf. 1950 zog sie sich zurück und widmete sich ihrer Familie, Vicki und Lyle Draves bekamen vier Söhne. Im Jahr 1969 wurde sie in die Ruhmeshalle des internationalen Schwimmsports aufgenommen.

## Ehrungen
- Am 3. August 2020 wurde Draves mit einem Google Doodle geehrt.[1]